# Cardiocrinum cordatum
Cardiocrinum cordatum är en liljeväxtart som först beskrevs av Carl Peter Thunberg och fick sitt nu gällande namn av Tomitaro Makino. Cardiocrinum cordatum ingår i släktet Cardiocrinum och familjen liljeväxter. Inga underarter finns listade.

## Bildgalleri

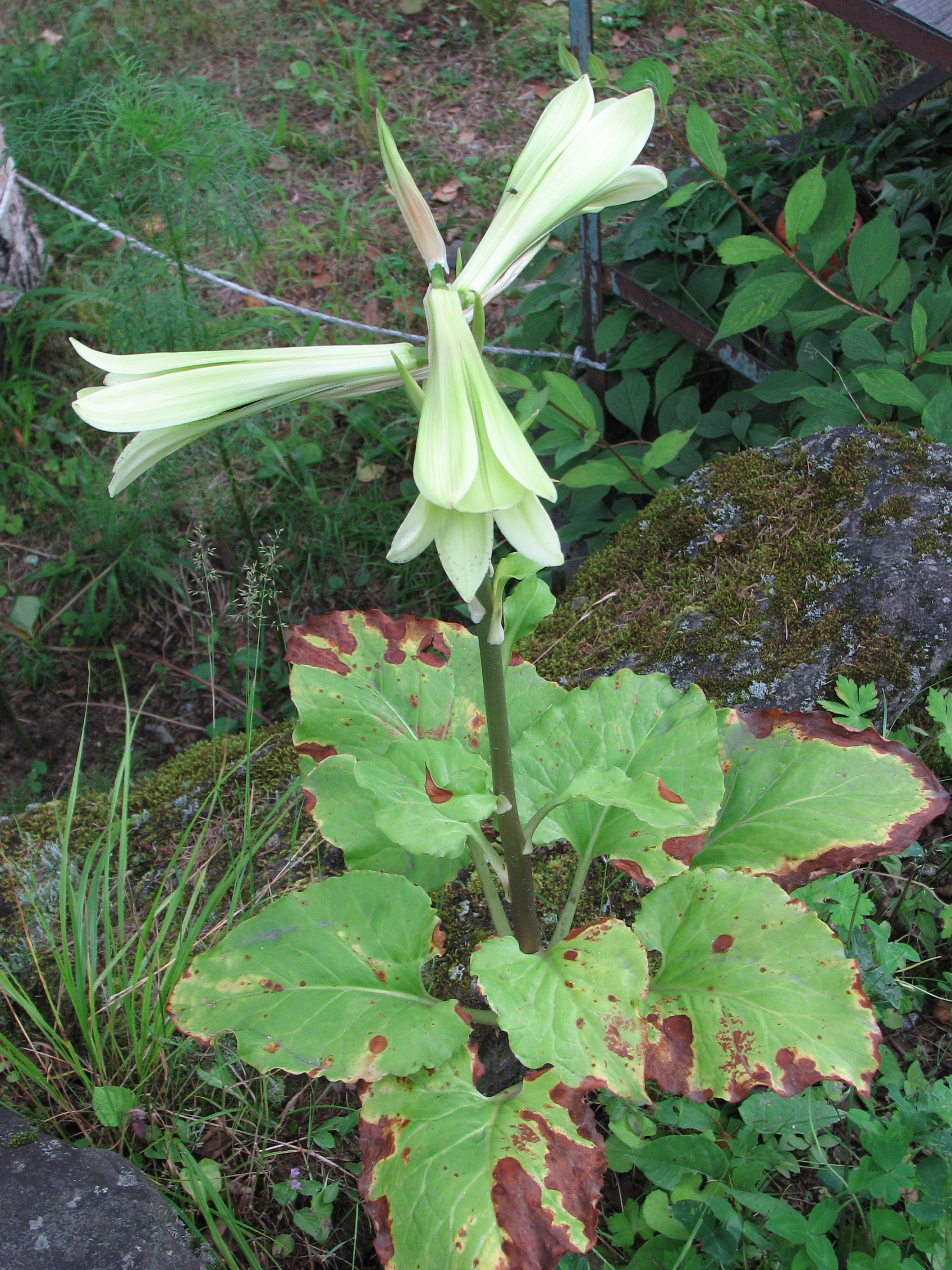
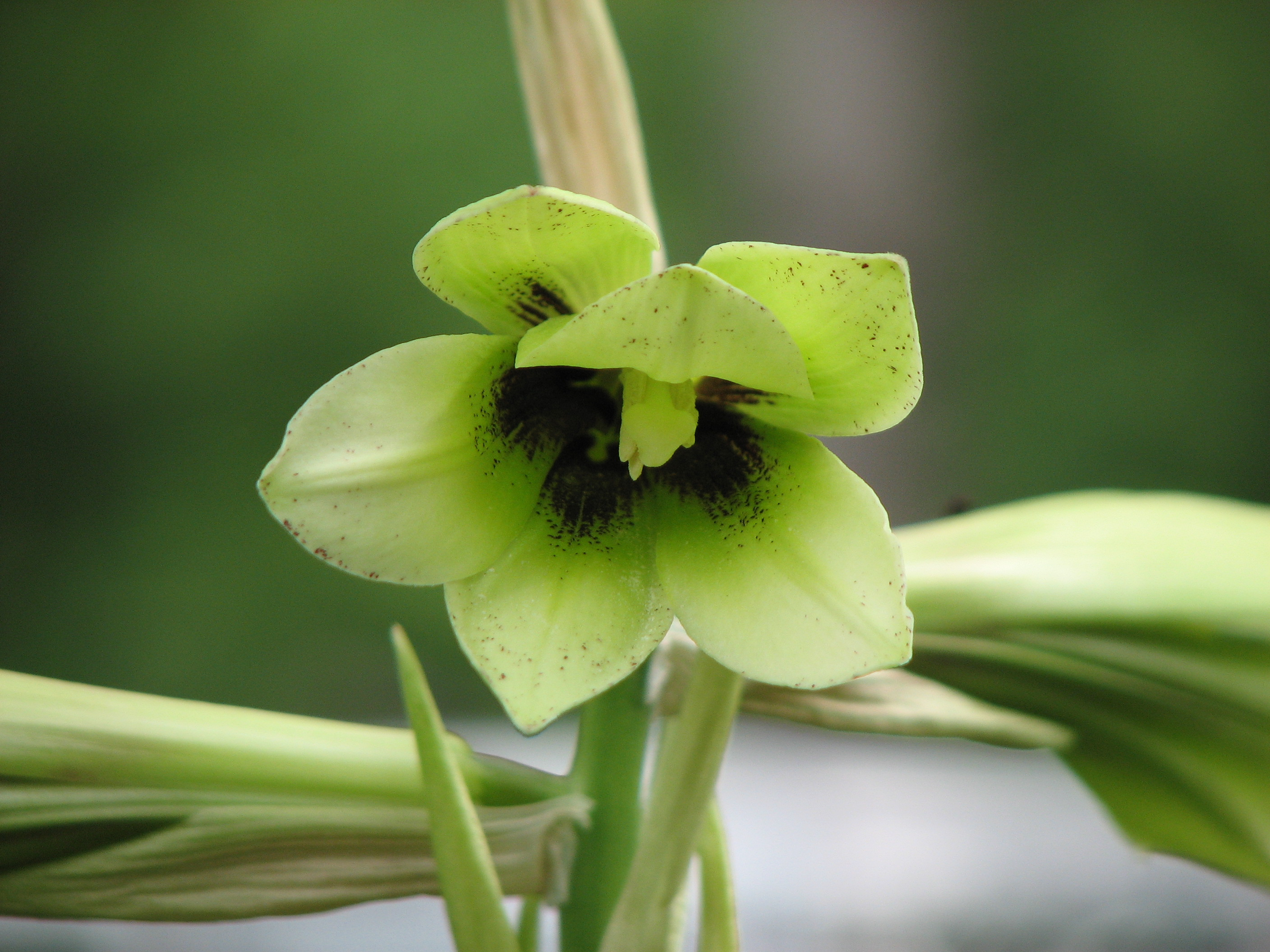
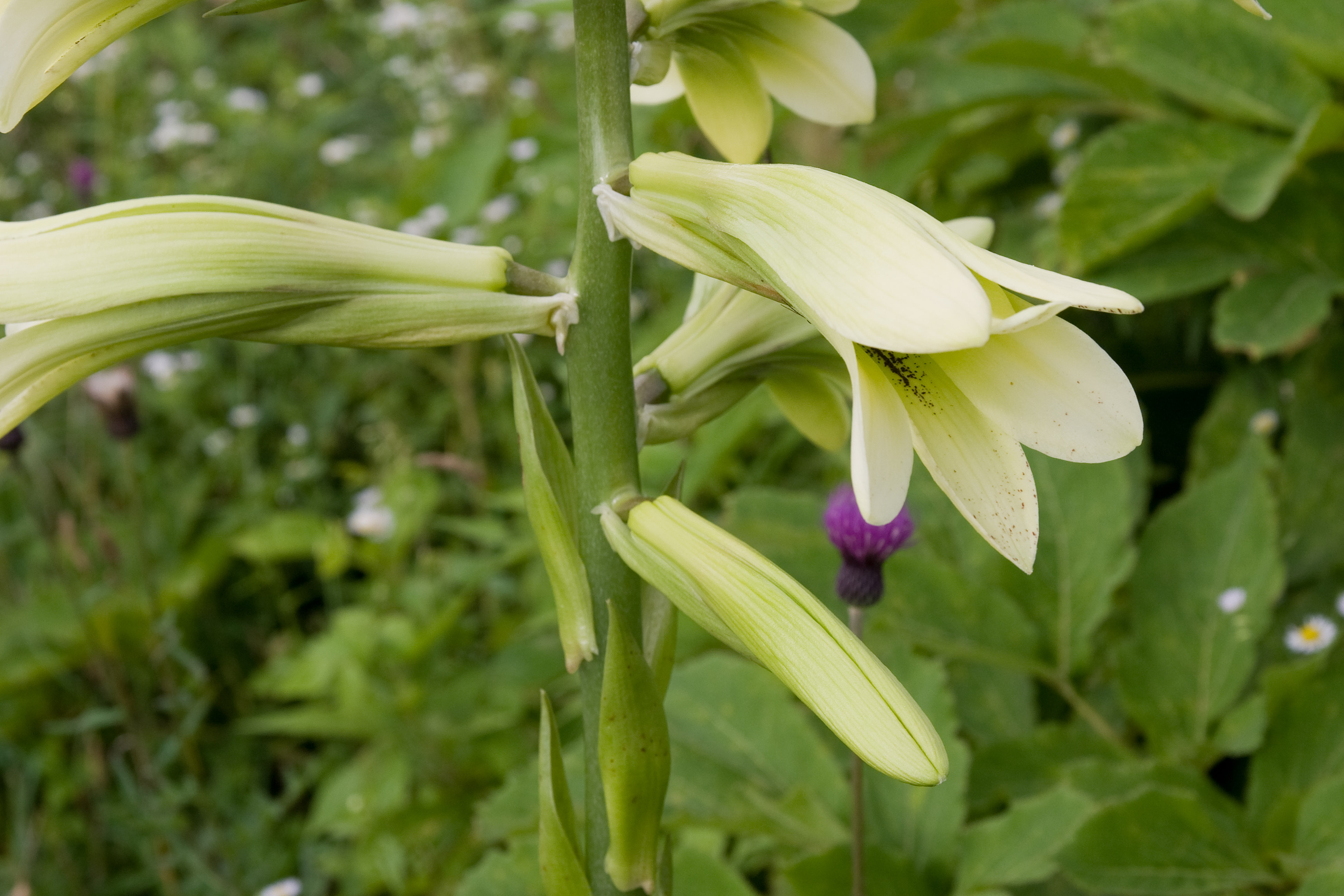
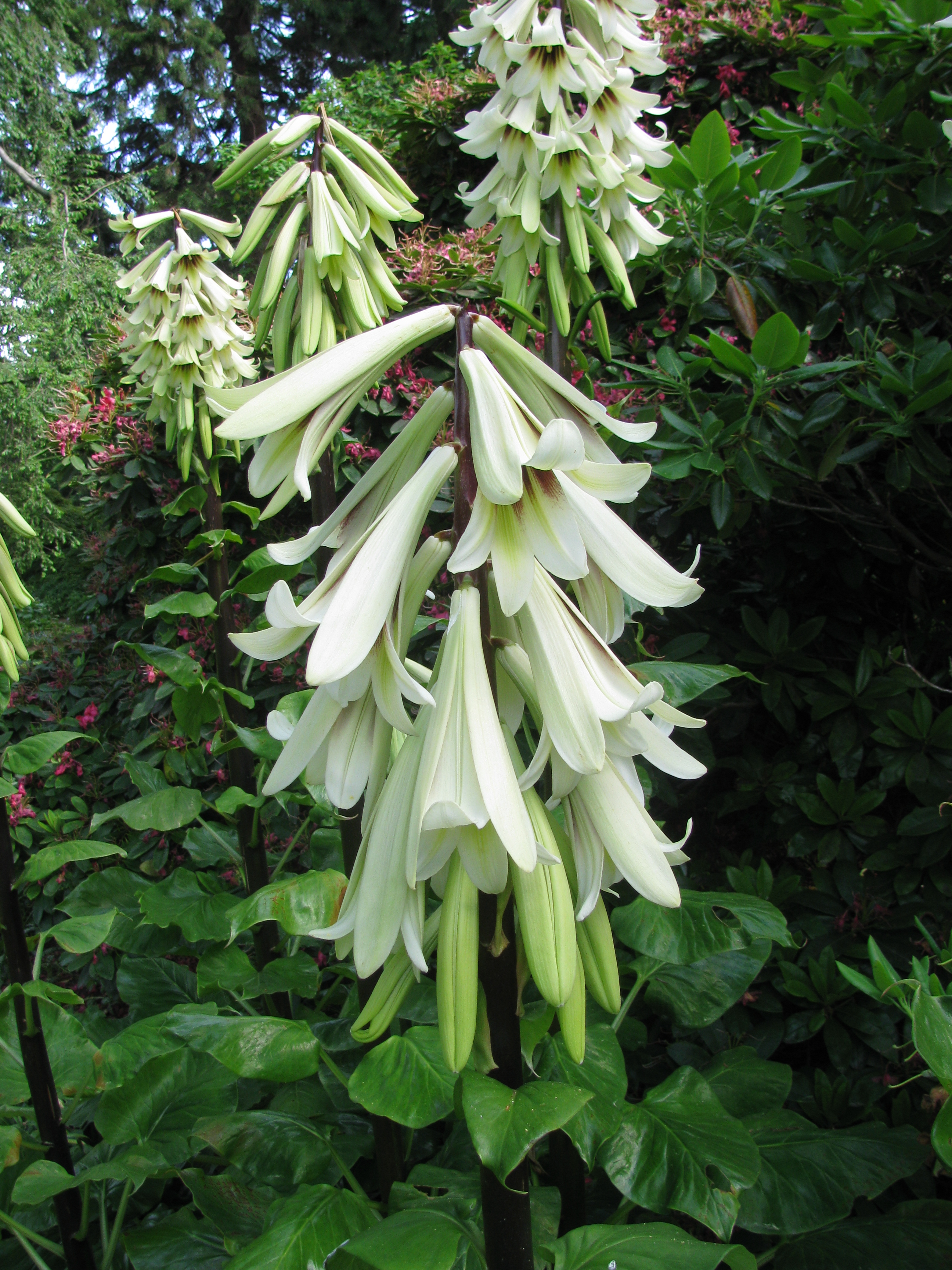